# Marina Anca
Marina Anca (n. 21 septembrie 1968, București, România) este o scriitoare franceză de origine română.

## Copilăria
Marina s-a născut pe 21 septembrie 1986 la București, România. Ea a scăpat de dictatura comunistă la vârsta de 14 ani, în 1983, șase ani înainte de schimbarea regimului. De atunci, Marina locuiește la Paris, Franța.
Marina Anca este nepoata pictoriței Maria Droc, căsătorită cu criticul de artă Cirilo Popovici, precum și nepoata prin alianță a lui Miron Constantinescu.

## Educație
Marina are o diplomă în comerț internațional și o diplomă postuniversitară în drept (DESS) de la Universitatea de Științe Politice și Drept, Robert Schuman, din Strasbourg, Franța.

## Carieră
După ce a lucrat în modă și publicitate timp de 25 de ani, Marina s-a dedicat scrisului și fotografiei sub numele de artist Marina ANCA. Povestea ei a fost publicată inițial în limba franceză în noiembrie 2013 sub titlul Quand la chenille devient papillon Ou la dictature roumaine vue par une adolescente libre în noiembrie 2013 și din nou în noiembrie 2016[1]. Mărturia ei istorică demonstrează dificultatea de a trăi fericit într-o dictatură comunistă, în care teroarea și supravegherea domnesc constant. Tonul narativ pare inocent, dar critica este ascuțită în ceea ce privește evoluția comunismului, întărirea dictaturii, execuția soților Ceaușescu și gravitatea istoriei României. Povestea copilăriei ei a fost publicată ulterior în limba română în 2014,[2] iar următoarele două volume ale trilogiei, tablouri ale
societății noastre moderne atât din punct de vedere social cât și politic și economic, sunt disponibile în limba franceză și în limba română [2].
Începând din luna mai 2018, mărturiile scriitoarei au fost înscrise în Franța pe lista de cărți recomandate de Ministerul Educației pentru elevii de clasa a IX-a.
La sfârșitul anului 2018, Marina a publicat o carte pentru copii în două ediții bilingve, franceză-engleză și franceză-română.
Lucrările sale sunt onorate în sezonul cultural francez-român, susținut de guvernele ambelor țări, care a început la 1 decembrie 2018 și se va încheia la 14 iulie 2019 [13].
Fotografiile artistei au fost expuse pentru prima dată la Casa Europei din Paris pe 14 februarie 2019 în cadrul unei conferințe pe care o susținea [11][12] și ulterior pe 19 martie 2019 în timpul săptămânii românești din Franța. [14]
Scriitoarea și eseista a fost onorată de Cercul European la 30 martie 2017, la festivalul de carte de la Paris din 20 mai 2017, la festivalul de carte din Ambroix în octombrie 2017, precum și la Touquet în noiembrie 2017 [4].În 2018, ea a fost invitată la numeroase târguri de carte, printre care Fuveau lângă Aix-en-Provence, împreună cu Ana Blandiana și la Figeac [5]  În 2018 artista a fost invitată din nou la Touquet [6]. În martie 2019 cărțile ei au fost prezentate la salonul de carte din Paris atât în franceză cât și în română și este așteptată în septembrie 2019 la Yutz [7]
Când Omida devine fluture sau dictatura română văzută de o adolescentă liberă,  a fost publicată în România la editura Didactica Publishing House în iunie 2014.  
Versiunea franceză a cărții a fost re-editată la editura Saint Honoré în noiembrie 2016. Următoarele două cărți au fost publicate în Franța de editorul L'Harmattan. În România, cărțile sunt publicate la Editura Eikon. Marina Anca a publicat la această editură în noiembrie 2018 o carte pentru copii: Hai la joacă cu O'Loty în Australia, în franceză-română. O variantă franceză-engleză se găsește în Franța la editura Saint Honoré.  
În 2018 mărturiile ei au fost înscrise în pe lista cărților recomandate de Ministerul Învățământului francez, pentru elevii de clasa a IX-a.  
2017. În 2018 ea a fost invitată la alte saloane de carte printre care cel din Figeac și cel din Fuveau lângă Aix-en-Provence, alături de Ana Blandiana  și din nou la Touquet, iar în septembrie la Yutz.
În mai 2019 Marina Anca a fost invitată în țară cu prilejul Zilei Romanilor de Pretutindeni (sarbatorita in ultima duminica a lunii mai) de Uniunea Artistilor Plastici din Romania, care organizeaza la Bucuresti, in perioada 22-26 mai 2019, cea de-a II-a editie a Festivalului Culturii Romanilor de Pretutindeni « Aici-Acolo », care se desfasoara Sub Inaltul Patronaj al Presedintelui Romaniei.
Imediat după festival, la târgul de carte Bookfest, ea a lansat o a doua carte pentru copii: O’Loty te invită în pădurea magică Boreea, în franceză-română.    O variantă franceză-engleză se găsește în Franța la editura Saint Honoré.
În toamna 2019, AFFDU, asociația femeilor franceze absolvente universitare, secția franceză a federației internaționale a femeilor absolvente universitare (FIFDU), în engleză GWI (Graduate Women International), ONG cu statut consultativ la ONU, a invitat scriitoarea să prezinte versiunea franceză a cărții ei „Amprenta fluturelui sau improbabila idilă între Capitalism și Dictatură” 